# Flacher See
Der Flache See ist ein nördlich der Großen Seen der Mecklenburgischen Seenplatte liegender See im Landkreis Mecklenburgische Seenplatte, Mecklenburg-Vorpommern. 

## Lage
Er befindet sich einen halben Kilometer südlich der Gemeinde Klocksin. Er hat eine ungefähre Länge von 2450 Metern und eine ungefähre Breite von 620 Metern. Er ist in Nord-Süd-Richtung ausgerichtet. Nur im Süden knickt er nach Westen ab. Im nördlichen Teil befindet sich eine Insel. Der See ist eingebettet in die Endmoränenlandschaft der Mecklenburgischen Schweiz. Er gehört zur Loppiner-Klocksiner Seenkette, die sich zwischen den größeren Seen Malchiner See und Fleesensee/Kölpinsee in einer eiszeitlichen Schmelzwasserrinne erstreckt. Im Süden trennt den See zum Tiefen See nur eine schmale Landbrücke, über die eine Bahnlinie verläuft. Der See liegt am Rand des Naturparks Mecklenburgische Schweiz und Kummerower See. Der Ufersaum ist durchgängig bewaldet.

## Bäume am Westende

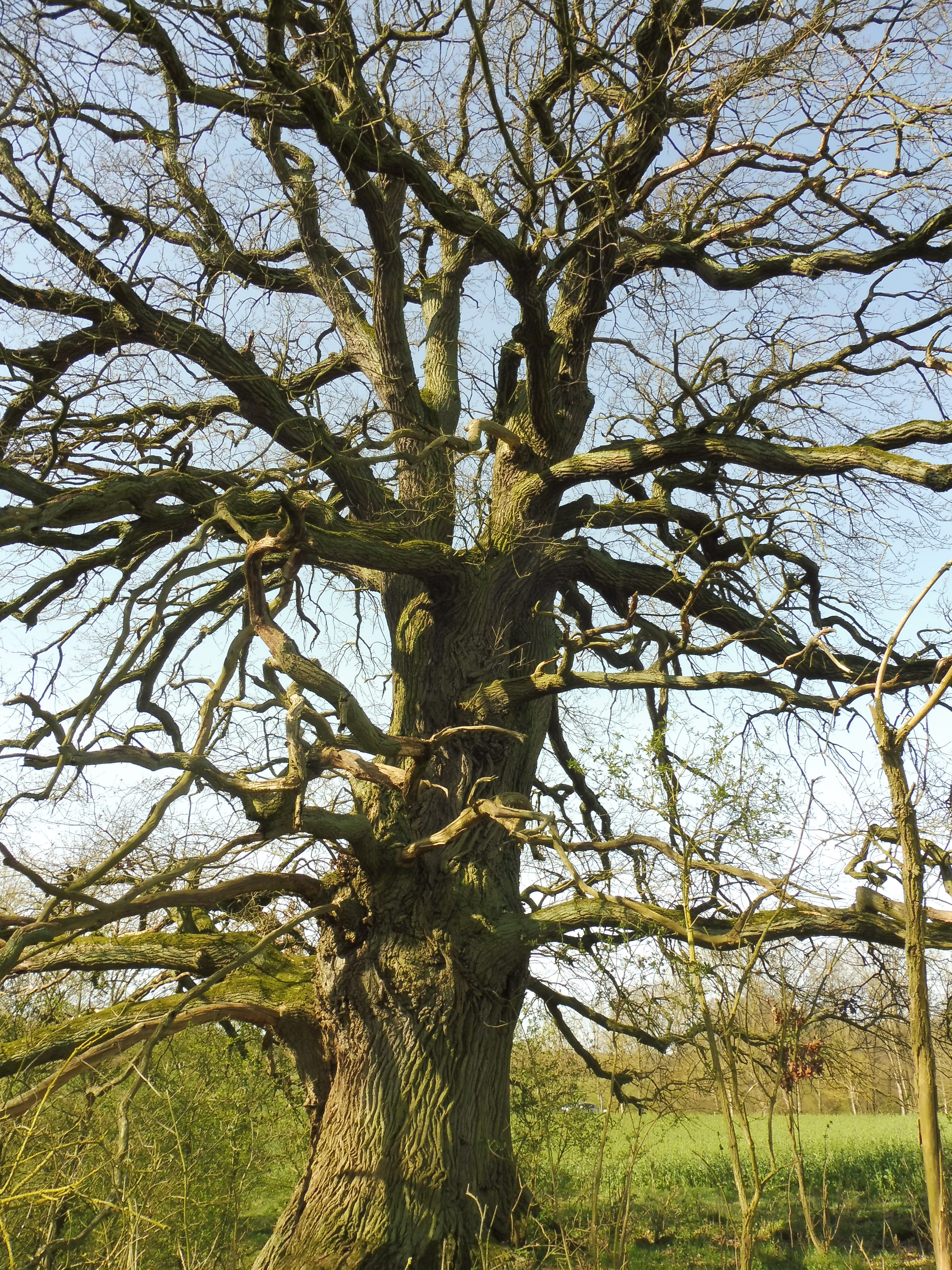
Alte Eiche